# José Alexandre Alves Lindo
José Alexandre Alves Lindo, mais conhecido como Alexandre Alves ou simplesmente Alexandre (Santo André, 15 de agosto de 1973) é um ex-futebolista brasileiro que atuava como meio-campista.

## Carreira
Alexandre passou a adolescência no Jardim Amazonas, em Campinas, e defendia a equipe de futsal de uma empresa localizada em Valinhos. Em 1990, esta equipe foi convidada para atuar nos Jogos Regionais de Itapira e, após se destacar, foi levado aos juvenis do União São João, de Araras, onde atuou com o lateral-esquerdo Roberto Carlos.
Profissionalizou-se no União São João em 1993, ficando no clube até o ano seguinte.
Foi emprestado ao São Paulo, para disputar o Campeonato Brasileiro de 1995.
Após a passagem pelo Tricolor, se transferiu para o Kyoto Sanga, do Japão.
Em 1997, chegou ao Santos por empréstimo, sendo apresentado junto com Caíco. Logo no começo do ano, foi campeão do Torneio Rio-SP, tendo atuado de titular as duas partidas de decisão contra o Flamengo. Atuou pelo Peixe naquele ano, participando de 65 jogos e marcando 10 gols.
Posteriormente, passou três temporadas na Portuguesa.
Chegou ao Atlético Mineiro em 2001, após uma troca pelo meia Hernani da Portuguesa. Ficou no clube até 2003 e com a camisa alvinegra participou de 120 jogos e marcou 25 gols.
Após sair do Galo, chegou ao Guarani, em que atuou por 27 jogos e anotou três gols.
Alexandre jogou como meio-campista ofensivo no Club Necaxa, da primeira divisão mexicana, de 2004 a 2005.
Após passagens por Sport, Juventude, Marília e Sertãozinho, o jogador encerrou sua trajetória no Remo em 2008, clube onde foi campeão paraense.
Fora dos campos, chegou a ser auxiliar-técnico do também ex-jogador Piá no Independente de Limeira, em 2017.